# 陈玉英
陈玉英（1933年—），江苏常州人。中华人民共和国政治人物。

## 生平
早年供职于常州市大成棉纺织一厂、常州市国营一厂。1952年9月加入中国共产党。1958年至1962年，陈玉英在华东纺织工学院（今东华大学）纺织工程系棉纺专业学习。1975年，任常州市国营三厂厂长。1981年，任常州市纺织工业局副局长。1984年，任中共常州市委书记、常州市人大常委会主任。